# Courcelles-de-Touraine
Courcelles-de-Touraine település Franciaországban, Indre-et-Loire megyében. Lakosainak száma 480 fő (2022. január 1.). Courcelles-de-Touraine Channay-sur-Lathan, Château-la-Vallière, Cléré-les-Pins, Saint-Laurent-de-Lin, Savigné-sur-Lathan és Souvigné községekkel határos.

## Népesség
A település népességének változása:
| Lakosok száma | 444  | 360  | 298  | 393  | 524  | 506  | 494  | 498  | 491  | 480  |
|               | 1968 | 1982 | 1990 | 2006 | 2013 | 2015 | 2017 | 2019 | 2020 | 2022 |